# Francesca Trivulzio
Francesca Trivulzio (... – Mirandola, novembre 1560) è stata una nobildonna italiana, signora consorte di Mirandola e contessa consorte di Concordia dal 1502 al 1509, come moglie di Ludovico I Pico.
Dopo la morte del marito, svolse il ruolo di reggente per il figlio minorenne Galeotto II Pico.

## Biografia

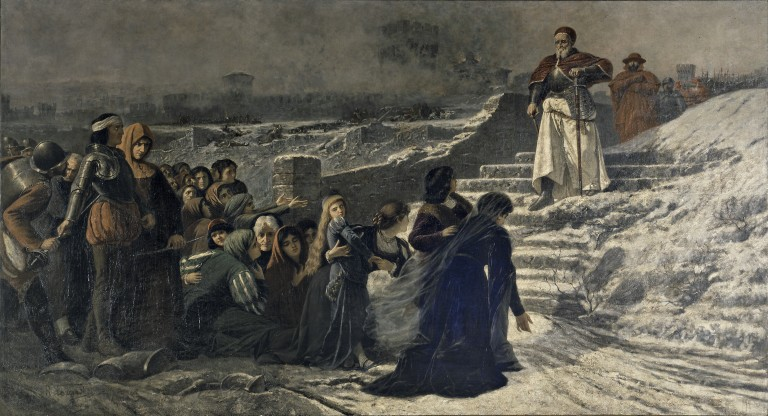
Raffaello Tancredi, La presa di Mirandola

Figlia naturale di Gian Giacomo Trivulzio, Maresciallo di Francia, sposò nel 1501 in seconde nozze Ludovico I Pico, signore di Mirandola e conte di Concordia. In occasione del matrimonio, venne legittimata dal padre.
Alla morte del marito, avvenuta nel 1509 nella battaglia di Polesella, Francesca Trivulzio prese la reggenza, in nome del figlio Galeotto II del governo dello Stato grazie all'aiuto dell'imperatore Massimiliano I, che la confermò nel governo della Mirandola, escludendo di fatto il cognato Giovanni Francesco II Pico della Mirandola.
Francesca, al fine di governare con tranquillità, si procurò per sua difesa alcune truppe francesi, ingaggiate allo scopo dal padre Gian Giacomo. Ma nel 1511 le truppe di Papa Giulio II assediarono la fortezza di Mirandola, costringendo alla resa Francesca.
L'anno seguente le truppe del padre Giangiacomo rimisero al potere la figlia, concedendole però solo il dominio di Concordia.

## Discendenza
Francesca e Ludovico ed ebbero tre figli:
- Lucrezia (31 maggio 1505[5] - 15 ottobre 1550), sposò il conte Claudio Rangoni nel 1524, da cui ebbe il figlio Fulvio e Claudia;[6]
- Galeotto (1508-1550), condottiero ed erede del padre;
- Ludovica Chiara (12 gennaio 1510[5]-?), nata postuma e morta in tenera età

## Ascendenza
|                        |     |                  | Genitori |  |  | Nonni                 |  |  | Bisnonni            |  |
|                        |     |                  |          |  |  | Giangiacomo Trivulzio |  |  | Antoniolo Trivulzio |  |
|                        |     |                  |          |  |  | Giangiacomo Trivulzio |  |  | Antoniolo Trivulzio |  |
|                        |     | Bianca Landriani |          |  |  | Giangiacomo Trivulzio |  |  |                     |  |
| Gian Giacomo Trivulzio |     |                  |          |  |  | Giangiacomo Trivulzio |  |  |                     |  |
|                        |     | Antonia Fagnani  | ...      |  |  |                       |  |  |                     |  |
|                        |     | Antonia Fagnani  | ...      |  |  |                       |  |  |                     |  |
|                        |     | Antonia Fagnani  | ...      |  |  |                       |  |  |                     |  |
| Francesca Trivulzio    |     | Antonia Fagnani  |          |  |  |                       |  |  |                     |  |
|                        | ... | ...              |          |  |  |                       |  |  |                     |  |
|                        | ... | ...              |          |  |  |                       |  |  |                     |  |
|                        | ... | ...              |          |  |  |                       |  |  |                     |  |
| ...                    | ... |                  |          |  |  |                       |  |  |                     |  |
|                        |     | ...              | ...      |  |  |                       |  |  |                     |  |
|                        |     | ...              | ...      |  |  |                       |  |  |                     |  |
|                        |     | ...              | ...      |  |  |                       |  |  |                     |  |
|                        |     | ...              |          |  |  |                       |  |  |                     |  |